# Srbovo
Srbovo es un pueblo ubicado en la municipalidad de Negotin, en el distrito de Bor, Serbia.

## Superficie
Posee una superficie de 16,45 kilómetros cuadrados.

## Demografía
Hasta 2011 la población era de 444 habitantes, con una densidad de población de 27 habitantes por kilómetro cuadrado.